# Čerstvý vítr
Čerstvý vítr je sedmnácté a poslední studiové album české hudební skupiny Spirituál kvintet, vydané v roce 2012.
Je to první album, na kterém účinkovali od roku 2010 noví zpěváci, Pavel Peroutka a Veronika Součková.

## Seznam skladeb
| Pořadí         | Název                 | Délka |
| -------------- | --------------------- | ----- |
| 1.             | Stvoření              | 3:32  |
| 2.             | Pláč                  | 3:24  |
| 3.             | Zlatá                 | 3:25  |
| 4.             | V tichu               | 3:20  |
| 5.             | Houser tety Rody      | 2:17  |
| 6.             | Krajino, krajino      | 2:05  |
| 7.             | Nad Lobodicama        | 2:28  |
| 8.             | Do ráje nevede most   | 2:18  |
| 9.             | Řeky babylónské       | 3:11  |
| 10.            | Náprstkem sbíraná     | 3:17  |
| 11.            | Krásný rána           | 3:08  |
| 12.            | Dokud budu živ        | 3:06  |
| 13.            | No More Auction Block | 2:57  |
| 14.            | Čerstvý vítr          | 3:51  |
| Celková délka: | Celková délka:        | 42:19 |